# 帕茨河

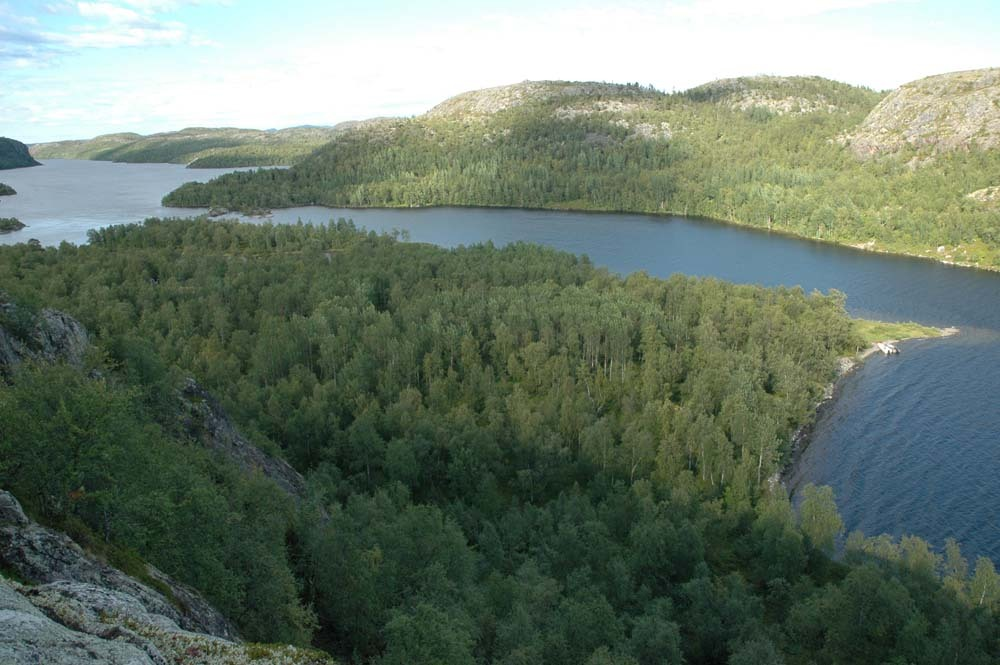

68°53′30″N 028°22′00″E / 68.89167°N 28.36667°E
帕茨河（芬蘭語：Paatsjoki）是北歐的河流，流經芬蘭、挪威和俄羅斯，河道全長145公里，流域面積18,344平方公里，平均流量每秒175立方米，河道上建有多座水力發電廠。